# Adam Lewenhaupt

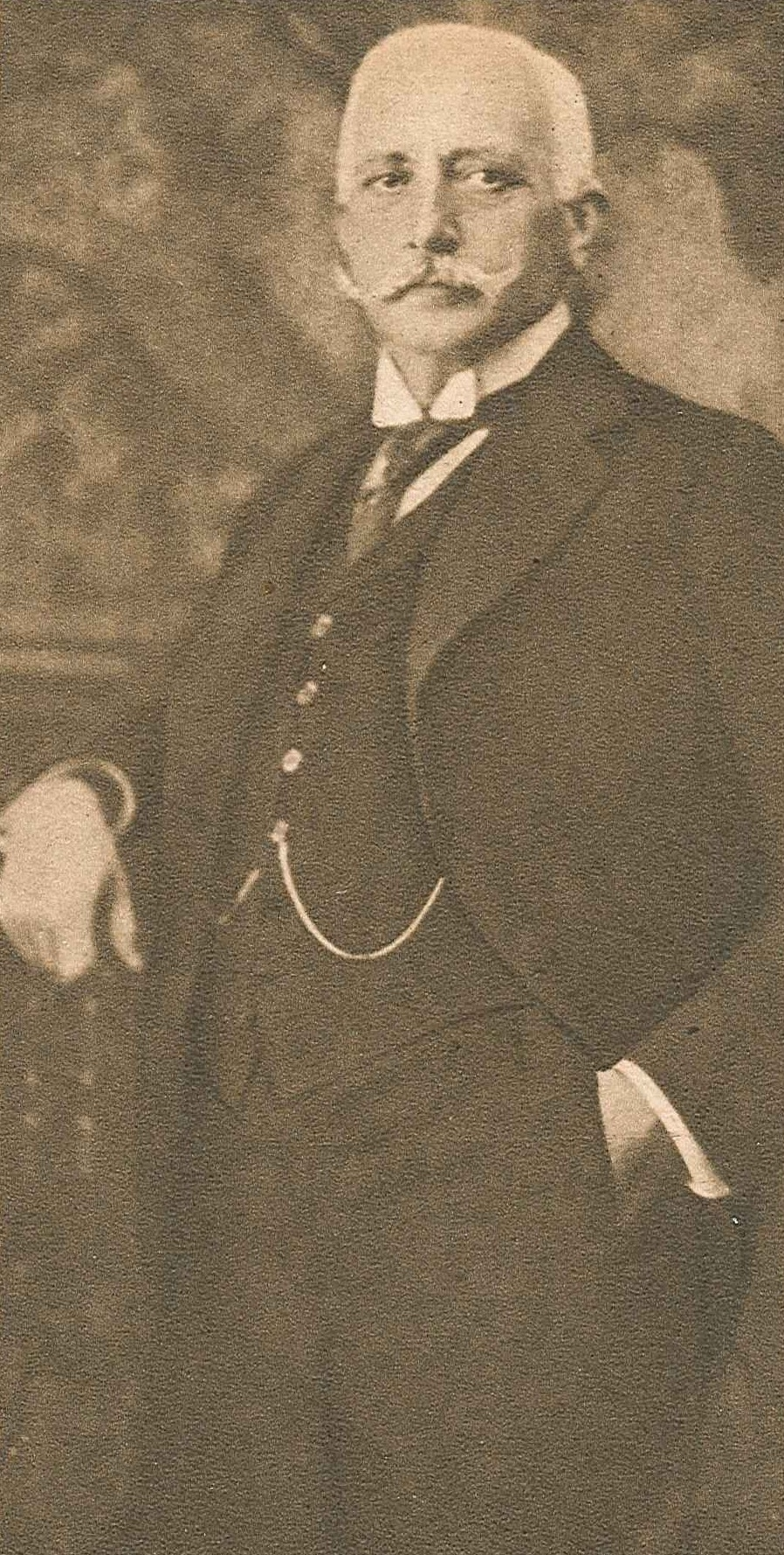
Adam Ludvig Carl Lewenhaupt

Adam Ludvig Carl Lewenhaupt (* 5. Dezember 1861; † 26. Dezember 1944 in Stockholm) war ein schwedischer Graf, Historiker, Heraldiker und Herold.
Lewenhaupt stammte aus einer alten schwedischen Adelsfamilie. Seit 1903 hatte Lewenhaupt das Amt als Reichsherold inne.  Der entsprechenden schwedischen Bezeichnung war er Riksheraldiker. Abgelöst wurde er 1931 vom letzten Riksheraldiker Harald Gustaf Fleetwood.  In En färd till minnenas värld (1936), Svenskt sjuttiotal (1937) und  Det var en gång (1942) schrieb er seine dreibändige Lebenserinnerungen nieder, die bei Wahlström & Widstrand in Stockholm erschienen.